# Сеїф Ейсса
Сеїф Ейсса (араб. سيف عيسى, нар. 15 червня 1995) — єгипетський тхеквондист, бронзовий призер Олімпійських ігор 2020 року.

## Виступи на Олімпіадах
| Олімпіада  | Дисципліна | Місце      |
| ---------- | ---------- | ---------- |
| Токіо 2020 | до 80 кг   | 3          |
| Париж 2024 | до 80 кг   | 1/8 фіналу |